# Alouma (Messamena)
Alouma est un village du Cameroun situé dans la région de l'Est, dans le département du Haut-Nyong. Alouma fait partie de la commune de Messamena. Cette dernière a reçu les premières infrastructures administratives à la veille de la Seconde Guerre mondiale, en 1937. 
Messamena est délimitée au nord par l’arrondissement d'Atok, au sud par l’arrondissement de Somalomo, à l'est par l'arrondissement de Mindourou, à l'ouest par l’arrondissement d’Akonolinga ainsi qu'au nord-est par l'arrondissement d'Abong-Mbang.

## Historique de la commune
Messamena est en réalité une vieille cité coloniale allemande et française. Ainsi, c'est la raison pour laquelle elle passe tour à tour de chef-lieu de Subdivision de la colonie allemande au chef-lieu de Subdivision de la colonie française. Ensuite, après le passage des deux pays, la commune de Messamena est érigée en arrondissement dès 1955. C'est alors que naîtront les premiers services administratifs tels que la prison, l’hôpital de district (1937), la maternité (1940), la mairie, les églises protestantes et catholiques (1957), la poste en 1958.

## Population
Le village d'Alouma compte 224 habitants, dont 86 hommes et 138 femmes, d'après le recensement de 2005.

## Climat
Le climat du village est typé équatorial Guinéen, où quatre saisons d'inégale répartition s'entrecoupent : une petite saison de pluie de mars à juin, une petite saison sèche de juillet à août, une grande saison de pluies d’août à mi-novembre ainsi qu'une grande saison sèche allant de mi-novembre à mi-mars.

## Économie

### Secteur primaire

#### L'agriculture
L'agriculture demeure l'activité principale du village (près de 80 % de la population la pratique). Cependant, malgré l'abondance des terres et des ressources naturelles, les habitudes de culture demeurent rudimentaires, ce qui rend la production faible.

#### L'élevage
L'élevage est très peu pratiqué et demeure traditionnel. Les espèces élevées sont les poules, les porcs, les moutons et les chèvres.

### Secteur secondaire

#### Artisanat
Cette activité est dominée par la menuiserie, la couture, la vannerie, la fabrication de meubles en bambou et en raphia.

### Commerce
Le commerce se fait essentiellement en détail, dominé par la vente des vivres et des produits de rente.